# 徐日炯
徐日炯（？—？），湖南益阳人，是一名清朝政治人物。

## 生平
徐日炯曾于1731年接替邱闻诗短暂担任南汇县知县一职，同年即由金秉柞接任。